# Estación de Atocha-Cercanías
Atocha Cercanías es una estación de ferrocarril localizada en el complejo de la estación de Atocha, en la ciudad española de Madrid. Dentro del complejo, es la que recibe los trenes de Cercanías, Media Distancia y los de larga distancia que continúan hacia Chamartín. Los trenes de alta velocidad y larga distancia que finalizan en Atocha lo hacen en la estación de Puerta de Atocha. Atocha Cercanías constituyen un importante nudo ferroviario en el que confluyen numerosas líneas.

## Situación ferroviaria
La estación, que se encuentra a 618,18 metros de altitud, forma parte de los trazados de las siguientes líneas férreas:
- Línea férrea de ancho ibérico Madrid-Valencia, punto kilométrico 0,0.[1]
- Línea férrea de ancho ibérico Atocha-Chamartín, punto kilométrico 0,0.[1]
- Línea férrea de ancho ibérico Atocha-Pinar de las Rozas, punto kilométrico 7,5.[1]
- Línea férrea de ancho ibérico Móstoles-Parla, punto kilométrico 0,0.[1]
- Línea férrea de ancho ibérico Atocha-San Fernando de Henares, punto kilométrico 0,0.[1]
- Línea férrea de ancho ibérico Atocha-Entrevías, punto kilométrico 0,0.[1]
- Línea férrea de ancho ibérico Atocha-Santa Catalina, punto kilométrico 0,0.[1]

## Historia

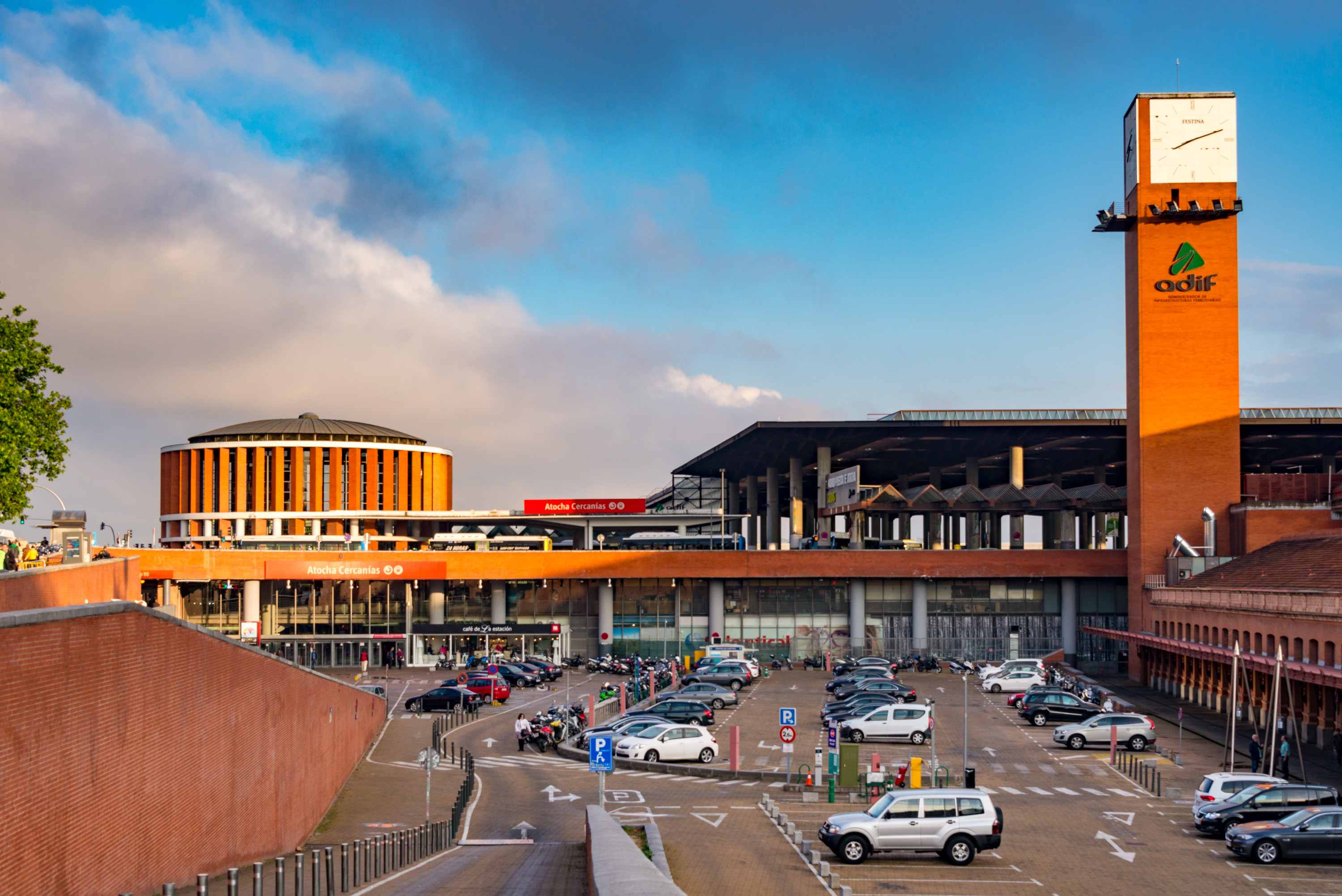
Exterior de la estación

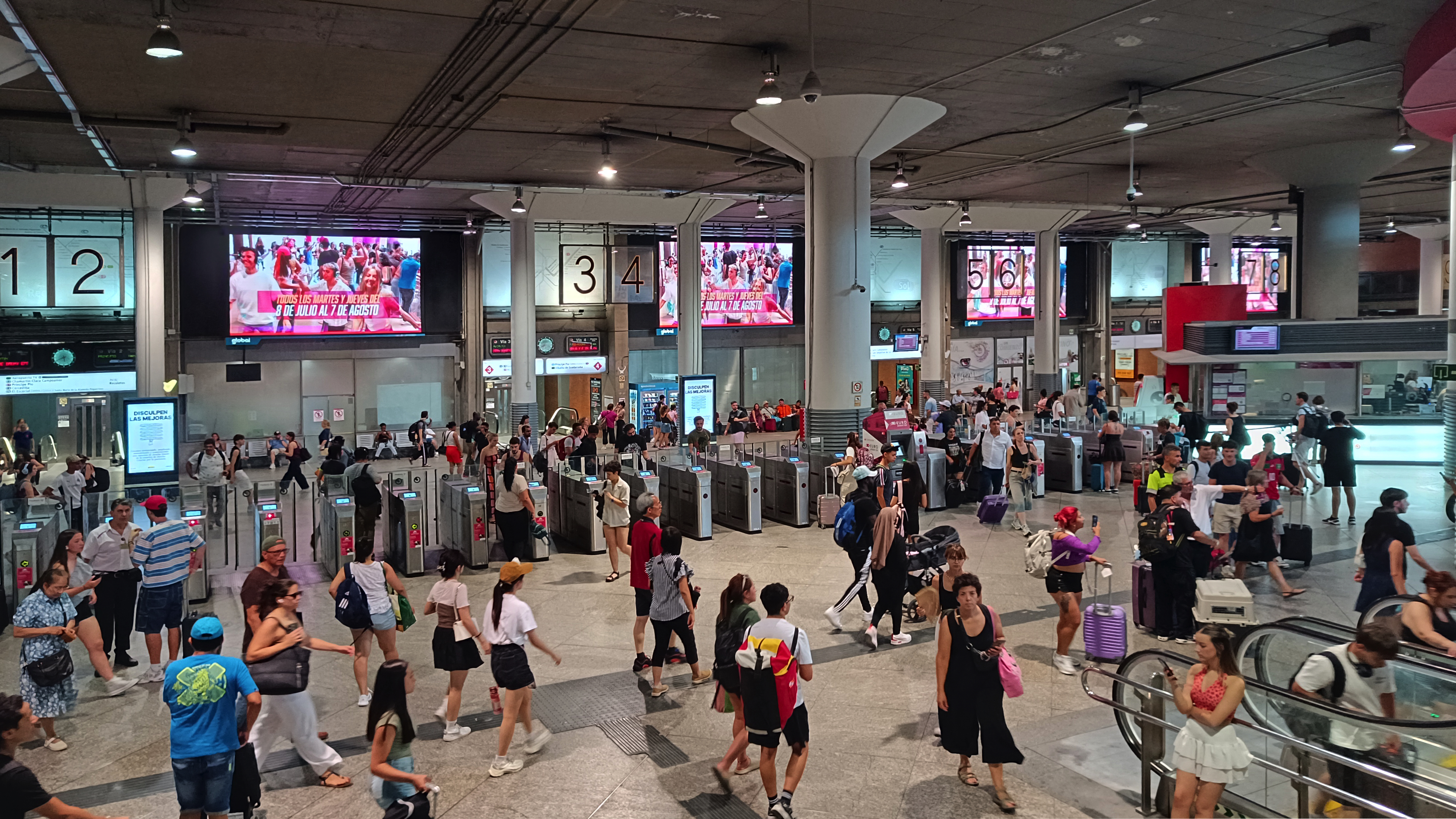
El vestíbulo de la estación en un bullicioso 7 de julio de 2025

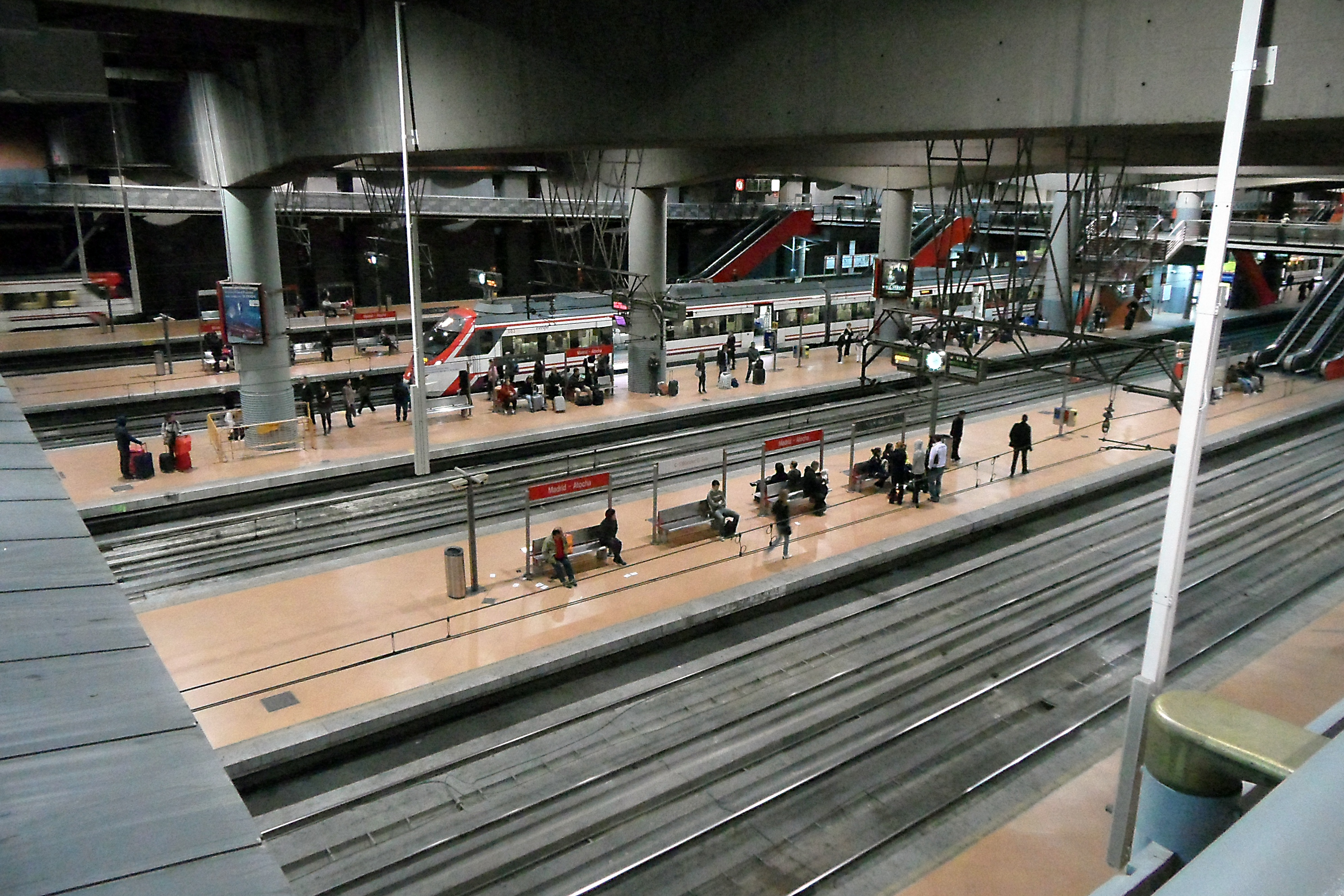
Andenes

La estación de Atocha-Cercanías surgió de la remodelación completa de la estación de Atocha, realizada entre 1985 y 1992.
En la operación, la estación original de Madrid-Atocha fue sustituida en sus funciones por dos nuevas estaciones: Madrid-Puerta de Atocha, destinada a recibir las líneas de alta velocidad y los trenes que finalizan en la estación; y Atocha-Cercanías, destinada a los trenes pasantes que se encaminan hacia los Túneles de la Risa. Esta estación viene a sustituir al primitivo apeadero semienterrado que se situaba junto a la vieja estación y que servía de extremo sur del túnel. En dicha reforma también se aprovechó para reordenar todo el diseño de la red ferroviaria en torno a Madrid, así como se mejora la red de Cercanías.
En todo este conjunto de acciones hay que incluir diversas actuaciones más o menos coetáneas en el tiempo como son el Pasillo Verde Ferroviario que permitirá unir Príncipe Pío con Atocha-Cercanías así como el nuevo túnel ferroviario desde Aluche hasta Atocha-Cercanías por Embajadores para integrar el servicio de Cercanías a Alcorcón y Móstoles con el resto del núcleo. De esta forma Atocha-Cercanías se convierte en el nodo principal del núcleo de Cercanías Madrid, siendo estación de paso de todas las líneas de la red (salvo la C-9). En un futuro se trabajará en la ampliación de la estación, con la inclusión de dos nuevas vías y un andén.
Desde el 31 de diciembre de 2004 el organismo Adif es la titular de las instalaciones ferroviarias.

### Atentado de 2004
En la mañana del 11 de marzo de 2004 un tren de cercanías fue atacado en la vía 2 de esta estación durante los conocidos como atentados del 11-M. A causa de las tres explosiones detonadas en ese tren, 34 personas fallecieron en la estación. Además, un segundo tren fue también atacado a unos 700 metros de esta estación, a la altura de la calle de Téllez, falleciendo 64 personas más.

### Incidente del 25 de septiembre de 2012
El 25 de septiembre de 2012, después de la manifestación de ese día, varios agentes del equipo antidisturbios y vigilantes internos de la estación se metieron en los andenes, infundiendo pánico y terror mientras disparaban salva y agredían indiscriminadamente tanto a manifestantes que habían asaltado anteriormente el congreso como a usuarios que simplemente esperaban sus trenes en los andenes de la estación.

## Disposición de la estación
La estación es el final de dos túneles que la comunican con Chamartín. Igualmente hacia el sureste se localiza la playa de vías de la estación con las líneas que parten hacia el Corredor del Henares por Vallecas (línea Madrid-Zaragoza), Aranjuez (y desde ahí hacia el Levante y Andalucía), Cáceres por Talavera de la Reina y el enlace con el Pasillo Verde Ferroviario hacia Príncipe Pío por Méndez Álvaro y Delicias. El acceso a los andenes de Atocha Cercanías se realiza bajo el gran vestíbulo que se sitúa en el edificio circular de Rafael Moneo y que se comunica con la antigua marquesina, con la superficie a través de dicho edificio y con la contigua estación de metro.
El nivel de las 10 vías pasantes es sensiblemente inferior al de Puerta de Atocha al continuar las vías bajo el centro de la ciudad, lo cual también obliga a una particular configuración de la playa de vías de todo el complejo como un continuo de vías a diferentes niveles y saltos de carnero, complicados además por la presencia de los dos tipos de anchos de vías y las dos electrificaciones.

### Distribución de las vías
| Vía | Líneas/Destinos | Observaciones |
| --- | --- | --- |
| 1-2 | Chamartín Príncipe Pío Cercedilla / El Escorial / Santa María de la Alameda-Peguerinos Ávila / Segovia                                            | Estos trenes se dirigen hacia el túnel de Recoletos. |
| 3   | Guadalajara Alcalá de Henares | Estos trenes proceden del túnel de Recoletos y se dirigen hacia el Corredor del Henares. |
| 4   | Príncipe Pío-Villalba Talavera de la Reina / Plasencia / Mérida / Badajoz                                                                         | Estos trenes proceden del túnel de Recoletos y se dirigen hacia el Pasillo Verde Ferroviario.                                                                                                   |
| 5-6 | Chamartín Alcobendas-San Sebastián de los Reyes / Colmenar Viejo Alcázar de San Juan / Albacete-Los Llanos / Jaén Intercity Almería Alvia Badajoz | Estos trenes se dirigen hacia el túnel de Sol y los trenes de Media y Larga Distancia con destino Chamartín no admiten viajeros y utilizan, indistintamente, el túnel de Sol o el de Recoletos. |
| 7   | Aranjuez Parla | Estos trenes proceden del túnel de Sol. |
| 8   | | Vía actualmente en obras. A partir de septiembre, será una nueva vía de salida del túnel de Sol para las líneas C-3 y C-4                                                                       |
| 9   | Móstoles-El Soto | |
| 10  | Fuenlabrada / Humanes | |

### Intercambiador
La estación forma parte de un intercambiador formado por la conjunción de Atocha Cercanías con la estación de metro de Atocha.

## Servicios ferroviarios
A pesar de su denominación, la estación acoge un gran número de circulaciones de Media Distancia y larga distancia, que generalmente a través de los Túneles de la Risa tienen parada tanto en Atocha-Cercanías como en Madrid-Chamartín.

### Larga distancia
Utilizan la estación los trenes hacia el sur que parten de Madrid en ancho ibérico. Tienen su origen o destino en Madrid-Chamartín, realizando parada en Atocha Cercanías.

### Media Distancia
Utilizan la estación aquellos trenes de Media Distancia que parten en ancho ibérico hacia el sur. La cabecera de algunos trenes, anteriormente, fue trasladada temporalmente a la estación de Villaverde Bajo debido a la falta de capacidad de la estación.
- Línea 51 (R-1): Madrid-Atocha - Ávila
- Línea 52 (R-10): Madrid-Atocha - Talavera de la Reina - Plasencia - Cáceres - Mérida - Badajoz
- Línea 53 (R-2): Madrid-Atocha - Segovia
- Línea 57 (R-7): Madrid-Chamartín - Alcázar de San Juan - Albacete-Los Llanos
- Línea 58 (R-8): Madrid-Chamartín - Alcázar de San Juan - Jaén

### Cercanías
En la estación se cruzan todas las líneas de Cercanías Madrid, a excepción de la línea C-9.
| procedencia/destino                   | < estación  | Línea | estación >                   | destino/procedencia   |
| ------------------------------------- | ----------- | ----- | ---------------------------- | --------------------- |
| Chamartín                             | Recoletos   |       | Asamblea de Madrid-Entrevías | Guadalajara           |
| Chamartín                             | Sol         |       | Villaverde Bajo              | Aranjuez              |
| Alcobendas-San Sebastián de los Reyes | Sol         |       | Villaverde Bajo              | Parla                 |
| Colmenar Viejo                        | Sol         |       | Villaverde Bajo              | Parla                 |
| Móstoles-El Soto                      | Embajadores |       | Méndez Álvaro                | Fuenlabrada / Humanes |
| Príncipe Pío                          | Recoletos   |       | Asamblea de Madrid-Entrevías | Alcalá de Henares     |
| Cercedilla                            | Recoletos   |       | Asamblea de Madrid-Entrevías | Guadalajara           |
| Santa María de la Alameda-Peguerinos  | Recoletos   |       | Asamblea de Madrid-Entrevías | Guadalajara           |
| El Escorial                           | Recoletos   |       | Asamblea de Madrid-Entrevías | Guadalajara           |
| Chamartín                             | Recoletos   |       | Méndez Álvaro                | Villalba              |

## Estación de Metro
Atocha es una estación de la línea 1 de la Red de Metro de Madrid, que se ubica bajo la Avenida de la Ciudad de Barcelona y el Paseo de la Infanta Isabel, entre los barrios de Jerónimos (distrito Retiro) y Atocha (distrito Arganzuela), dentro del intercambiador y junto a la estación de Atocha de ferrocarril, con la cual está conectada.
Se inauguró el 24 de julio de 1988, intercalándose entre las estaciones de Estación del Arte (por aquel entonces, Atocha) y Menéndez Pelayo, para hacer posible la conexión directa con la estación ferroviaria.
Del 3 de julio al 20 de octubre de 2016, la estación permaneció cerrada por las obras de mejora de las instalaciones de la línea 1 entre las estaciones de Plaza de Castilla y Sierra de Guadalupe. La línea se reinauguró el 13 de noviembre de 2016.
Desde su inauguración hasta enero de 2022 la estación se llamaba Atocha Renfe, pero debido a la llegada de nuevos operadores ferroviarios el 16 de febrero de 2021 se anunció que desde mediados de marzo la estación se denominaría Atocha-Constitución del 78. Este cambio nunca llegó a producirse, anunciándose el 19 de diciembre que el nuevo nombre sería simplemente Atocha.
El 1 de noviembre de 2022, dieron comienzo las obras de la primera ampliación de la línea 11, que pasa por la propia estación de Atocha a modo de transbordo. Es por ello que permaneció cerrada desde el 24 de junio de hasta el 1 de diciembre de 2023.
Entre el 24 de junio y el 26 de septiembre de 2023, el tramo Sol-Nueva Numancia permaneció cortado por obras, pero, a pesar de su reapertura en dicho tramo, esta estación permaneció cerrada por obras de la futura conexión de la línea 11 hasta el 1 de diciembre. En su lugar se estableció un servicio sustitutivo de autobús entre esta estación y Valdecarros.

### Accesos
La estación de Metro posee dos vestíbulos con cuatro accesos, uno en ascensor:
Vestíbulo Alfonso XII
- Alfonso XII Pº Infanta Isabel, 11 (esquina C/ Alfonso XII, 68)
- Pº Infanta Isabel Pº Infanta Isabel, 15
- RENFE Abierto de 6:00 a 0:30 Acceso subterráneo al Cercanías Renfe
- Ascensor Pº Infanta Isabel, 11

Vestíbulo Renfe Abierto de 6:00 a 0:30
- Ciudad de Barcelona Avda. Ciudad de Barcelona, s/n
- Glorieta Emperador Carlos V - Paseo del Prado
- Paseo del Prado - Ministerio de Agricultura
- Méndez Álvaro
- Puerta de Atocha Acceso subterráneo a la estación de Puerta de Atocha

Su zona tarifaria es la A según el Consorcio Regional de Transportes.

### Metro
| << Cabecera        | < Estación        | Línea | Estación >      | Cabecera >> |
| ------------------ | ----------------- | ----- | --------------- | ----------- |
| Pinar de Chamartín | Estación del Arte |       | Menéndez Pelayo | Valdecarros |

### Autobuses
Originalmente las líneas con cabecera en la estación usaban el nombre de «Atocha», pero el 26 de mayo de 2014 se cambió a «Atocha Renfe», igual que la estación de metro, para evitar confusiones con las líneas que terminan junto al Reina Sofía (a 7 minutos andando) y las que lo hacen en la calle Tortosa (a 4 minutos). El 3 de enero de 2021 se volvió a cambiar la denominación, esta vez a «Estación de Atocha».
NOTA: Debido a las obras de construcción del intercambiador de Conde de Casal, las líneas sombreadas en naranja trasladan su cabecera en la plaza de Conde de Casal hasta Atocha, desde el 17 de febrero de 2025 hasta fin de obras. Las líneas sombreadas en rojo no prestan servicio temporalmente en esta estación.
| Diurnos                          |                                                |                                                   |
| Autobuses con cabecera en Atocha |                                                |                                                   |
| Línea                            | Destino                                        | Parada                                            |
| 24                               | Estación de El Pozo vía San Diego              | 5706 ESTACIÓN DE ATOCHA (Intercambiador)          |
| 54                               | Congosto                                       | 5705 ESTACIÓN DE ATOCHA (Intercambiador)          |
| 57                               | Alto del Arenal                                | 5705 ESTACIÓN DE ATOCHA (Intercambiador)          |
| 59                               | San Cristóbal                                  | 50011 ESTACIÓN DE ATOCHA (junto a Estación FFCC)  |
| 85                               | Butarque                                       | 5708 ESTACIÓN DE ATOCHA (Intercambiador)          |
| 86                               | Villaverde Alto                                | 5707 ESTACIÓN DE ATOCHA (Intercambiador)          |
| 102                              | Estación de El Pozo vía Entrevías              | 5853 ESTACIÓN DE ATOCHA (junto a Estación FFCC)   |
| 141                              | Buenos Aires                                   | 5717 ESTACIÓN DE ATOCHA (Intercambiador)          |
| Exprés Aeropuerto                | Aeropuerto T4                                  | 5709 ESTACIÓN DE ATOCHA (Intercambiador)          |
| 001                              | Moncloa                                        | 5710 ESTACIÓN DE ATOCHA (Intercambiador)          |
| Autobuses pasantes en Atocha     |                                                |                                                   |
| Línea                            | Destino                                        | Parada                                            |
| 27                               | Embajadores                                    | 83 REINA SOFÍA                                    |
| 34                               | Las Águilas                                    | 83 REINA SOFÍA                                    |
| C03                              | Puerta de Toledo                               | 83 REINA SOFÍA                                    |
| 6                                | Orcasitas                                      | 1167 REINA SOFÍA                                  |
| E1                               | La Peseta                                      | 1167 REINA SOFÍA                                  |
| 27                               | Plaza de Castilla                              | 4985 REINA SOFÍA                                  |
| 34                               | Cibeles                                        | 4985 REINA SOFÍA                                  |
| C03                              | Argüelles                                      | 4985 REINA SOFÍA                                  |
| 6                                | Benavente                                      | 89 DELICIAS-ATOCHA                                |
| 45                               | Reina Victoria                                 | 89 DELICIAS-ATOCHA                                |
| E1                               | Cibeles                                        | 5360 DELICIAS-ATOCHA                              |
| 10                               | Palomeras                                      | 1401 ESTACIÓN DE ATOCHA (Av. Ciudad de Barcelona) |
| 14                               | Conde de Casal                                 | 1401 ESTACIÓN DE ATOCHA (Av. Ciudad de Barcelona) |
| 26                               | Diego de León                                  | 1401 ESTACIÓN DE ATOCHA (Av. Ciudad de Barcelona) |
| 32                               | Pavones                                        | 1401 ESTACIÓN DE ATOCHA (Av. Ciudad de Barcelona) |
| 37                               | Puente de Vallecas                             | 1401 ESTACIÓN DE ATOCHA (Av. Ciudad de Barcelona) |
| C2                               | Cuatro Caminos                                 | 1401 ESTACIÓN DE ATOCHA (Av. Ciudad de Barcelona) |
| 10                               | Cibeles                                        | 4904 MUSEO DE ANTROPOLOGÍA                        |
| 14                               | Pío XII                                        | 4904 MUSEO DE ANTROPOLOGÍA                        |
| 26                               | Tirso de Molina                                | 4904 MUSEO DE ANTROPOLOGÍA                        |
| 32                               | Jacinto Benavente                              | 4904 MUSEO DE ANTROPOLOGÍA                        |
| C1                               | Embajadores                                    | 2178 MUSEO DE ANTROPOLOGÍA                        |
| 37                               | Cuatro Caminos                                 | 2044 MINISTERIO DE AGRICULTURA                    |
| 19                               | Legazpi                                        | 5700 ESTACIÓN DE ATOCHA (C/ Alfonso XII, 68)      |
| 19                               | Plaza de Cataluña                              | 1166 ESTACIÓN DE ATOCHA (Av. Ciudad de Barcelona) |
| 47                               | Carabanchel Alto                               | 2420 ATOCHA (Cabecera C/ Tortosa, 4)              |
| 55                               | Batán                                          | 2420 ATOCHA (Cabecera C/ Tortosa, 4)              |
| 247                              | Colonia San José Obrero                        | 2420 ATOCHA (Cabecera C/ Tortosa, 4)              |
| Nocturnos                        |                                                |                                                   |
| Línea                            | Destino                                        | Parada                                            |
| N9                               | Ensanche de Vallecas                           | 1401 ESTACIÓN DE ATOCHA (Av. Ciudad de Barcelona) |
| N10                              | Palomeras                                      | 1401 ESTACIÓN DE ATOCHA (Av. Ciudad de Barcelona) |
| N11                              | Madrid Sur                                     | 1401 ESTACIÓN DE ATOCHA (Av. Ciudad de Barcelona) |
| N13                              | San Cristóbal                                  | 1401 ESTACIÓN DE ATOCHA (Av. Ciudad de Barcelona) |
| N25                              | Villa de Vallecas                              | 1401 ESTACIÓN DE ATOCHA (Av. Ciudad de Barcelona) |
| N9                               | Plaza de Cibeles                               | 2178 MUSEO DE ANTROPOLOGÍA                        |
| N10                              | Plaza de Cibeles                               | 2178 MUSEO DE ANTROPOLOGÍA                        |
| N25                              | Plaza de Cibeles                               | 2178 MUSEO DE ANTROPOLOGÍA                        |
| N11                              | Plaza de Cibeles                               | 5222 MÉNDEZ ÁLVARO-ESTACIÓN DE ATOCHA             |
| N13                              | Plaza de Cibeles                               | 5222 MÉNDEZ ÁLVARO-ESTACIÓN DE ATOCHA             |
| NC1                              | Circular 1 (> Pza. España - Cuatro Caminos)    | 5709 ESTACIÓN DE ATOCHA (Intercambiador)          |
| NC2                              | Circular 2 (> Manuel Becerra - Cuatro Caminos) | 5710 ESTACIÓN DE ATOCHA (Intercambiador)          |

| Diurnos                          |                                     |                                          |                |
| Autobuses pasantes en Atocha     |                                     |                                          |                |
| Línea                            | Destino                             | Parada                                   | Operador       |
| 351                              | Solo descenso de viajeros           | 2178 Pº Infanta Isabel - Dr. Velasco     | Empresa Ruiz   |
| 352                              | Solo descenso de viajeros           | 2178 Pº Infanta Isabel - Dr. Velasco     | Empresa Ruiz   |
| 353                              | Solo descenso de viajeros           | 2178 Pº Infanta Isabel - Dr. Velasco     | Empresa Ruiz   |
| Nocturnos                        |                                     |                                          |                |
| Autobuses con cabecera en Atocha |                                     |                                          |                |
| Línea                            | Destino                             | Parada                                   | Operador       |
| N301                             | Rivas Futura                        | 5708 ESTACIÓN DE ATOCHA (Intercambiador) | ALSA           |
| N302                             | Rivas Pueblo                        | 5708 ESTACIÓN DE ATOCHA (Intercambiador) | ALSA           |
| N303                             | Arganda del Rey                     | 5708 ESTACIÓN DE ATOCHA (Intercambiador) | ALSA           |
| N802                             | Leganés (Vereda de los Estudiantes) | 50010 AV.CIUDAD DE BARCELONA-EST. ATOCHA | Empresa Martín |
| N804                             | Fuenlabrada                         | 50010 AV.CIUDAD DE BARCELONA-EST. ATOCHA | Empresa Martín |
| N803                             | Fuenlabrada (Barrio Naranjo)        | 50011 AV.CIUDAD DE BARCELONA-EST. ATOCHA | Empresa Martín |